# Niederstedem
Niederstedem ist eine Ortsgemeinde im Eifelkreis Bitburg-Prüm in Rheinland-Pfalz. Sie gehört der Verbandsgemeinde Bitburger Land an.

## Geographie
Die Ortschaft liegt in der Südwesteifel, etwa 5 km südlich des Zentrums der Kreisstadt Bitburg. Das Gemeindegebiet umfasst einen Teil des sogenannten „Bitburger Gutlandes“ und wird von der Bundesstraße 257 durchquert. Mit 71,2 % wird ein vergleichsweise hoher Anteil der 5,46 km² großen Gemarkung landwirtschaftlich genutzt, nur 12,9 % sind bewaldet. Innerhalb der Ortsgemeinde schwankt die Höhenlage zwischen 260 und 290 m ü. NHN.

## Geschichte
Die erste urkundliche Erwähnung des Ortes erfolgte im Jahre 893 im Prümer Urbar. Auf den Fluren „Alshöhe“ und „Im Grasmärchen“ zeugen Reste römischer Siedlungen und auf dem Flur „Auf der Zahl“ fränkische Grabfunde von einer sehr frühen, sesshaften Besiedelung des Gemeindegebietes. Die erste urkundliche Erwähnung des Ortes fand 893 statt, damals noch als „Stedeheym“. Eine begriffliche Trennung zwischen den heute nicht mehr zusammengehörenden Gemeinden Ober- und Niederstedem wurde ab 1528 vorgenommen. Die beiden Orte – in den Urkunden „Over et Nyederstedem“ – gehörten bis 1795 zur Propstei Bitburg im Herzogtum Luxemburg.
1848 wurden in Niederstedem 218 Einwohner in 22 Wohnhäusern verzeichnet, womit die Ortschaft auf dieselbe Größe wie sein Pfarr- und Verwaltungsort Messerich angewachsen war. Die unter preußischer Verwaltung im Jahre 1816 geschaffene Bürgermeisterei Messerich ging 1856 in der Bürgermeisterei Alsdorf auf, aus der später das Amt Wolsfeld entstand. Seit 1970 gehörte die Gemeinde verwaltungsmäßig der Verbandsgemeinde Bitburg-Land und seit 2014 der Verbandsgemeinde Bitburger Land an.
Bei der Tanklagerexplosion bei Niederstedem am 23. September 1954 kamen durch die Explosion eines mit Flugzeugtreibstoff gefüllten Großtanks 29 Menschen ums Leben.
Bevölkerungsentwicklung
Die Entwicklung der Einwohnerzahl von Niederstedem, die Werte von 1871 bis 1987 beruhen auf Volkszählungen:
| Jahr | Einwohner |
| ---- | --------- |
| 1815 | 126       |
| 1835 | 186       |
| 1871 | 204       |
| 1905 | 204       |
| 1939 | 218       |
| 1950 | 185       |
| 1961 | 175       |

| Jahr | Einwohner |
| ---- | --------- |
| 1970 | 212       |
| 1987 | 197       |
| 1997 | 222       |
| 2005 | 229       |
| 2011 | 259       |
| 2017 | 258       |
| 2020 | 243       |

## Politik

### Gemeinderat
Der Gemeinderat in Niederstedem besteht aus sechs Ratsmitgliedern, die bei der Kommunalwahl am 9. Juni 2024 in einer Mehrheitswahl gewählt wurden, und dem ehrenamtlichen Ortsbürgermeister als Vorsitzendem.

### Bürgermeister
Johann Hatz wurde am 25. Juni 2019 Ortsbürgermeister von Niederstedem. Da bei der Direktwahl am 26. Mai 2019 kein gültiger Wahlvorschlag eingereicht wurde, oblag die Neuwahl des Bürgermeisters dem Rat, der sich für Hatz entschied. Bei der Direktwahl am 9. Juni 2024 tratz Johann Hatz nicht erneut an. Der einzige Kandidat erreichte nicht die absolute Mehrheit der Stimmen. Bei der deshalb erforderlichen Wiederholungswahl am 8. September 2024 kandidierte der bisherige Ortsbürgermeister als einziger Bewerber und wurde mit einem Stimmenanteil von 74,5 % für fünf Jahre in seinem Amt bestätigt.
Der Vorgänger Willi Niederprüm hatte das Amt von 1999 bis 2019 inne.

### Wappen
| Wappen von Niederstedem | [ 10 ] |
| Wappen von Niederstedem | Wappenbegründung: Als Hinweis auf die Zugehörigkeit zur Trierer Abtei St. Maximin steht im Schildhaupt der Doppeladler und im unteren Teil, als Hinweis auf den heiligen Jakobus den Älteren, die Pilgermuschel. |

## Sehenswürdigkeiten

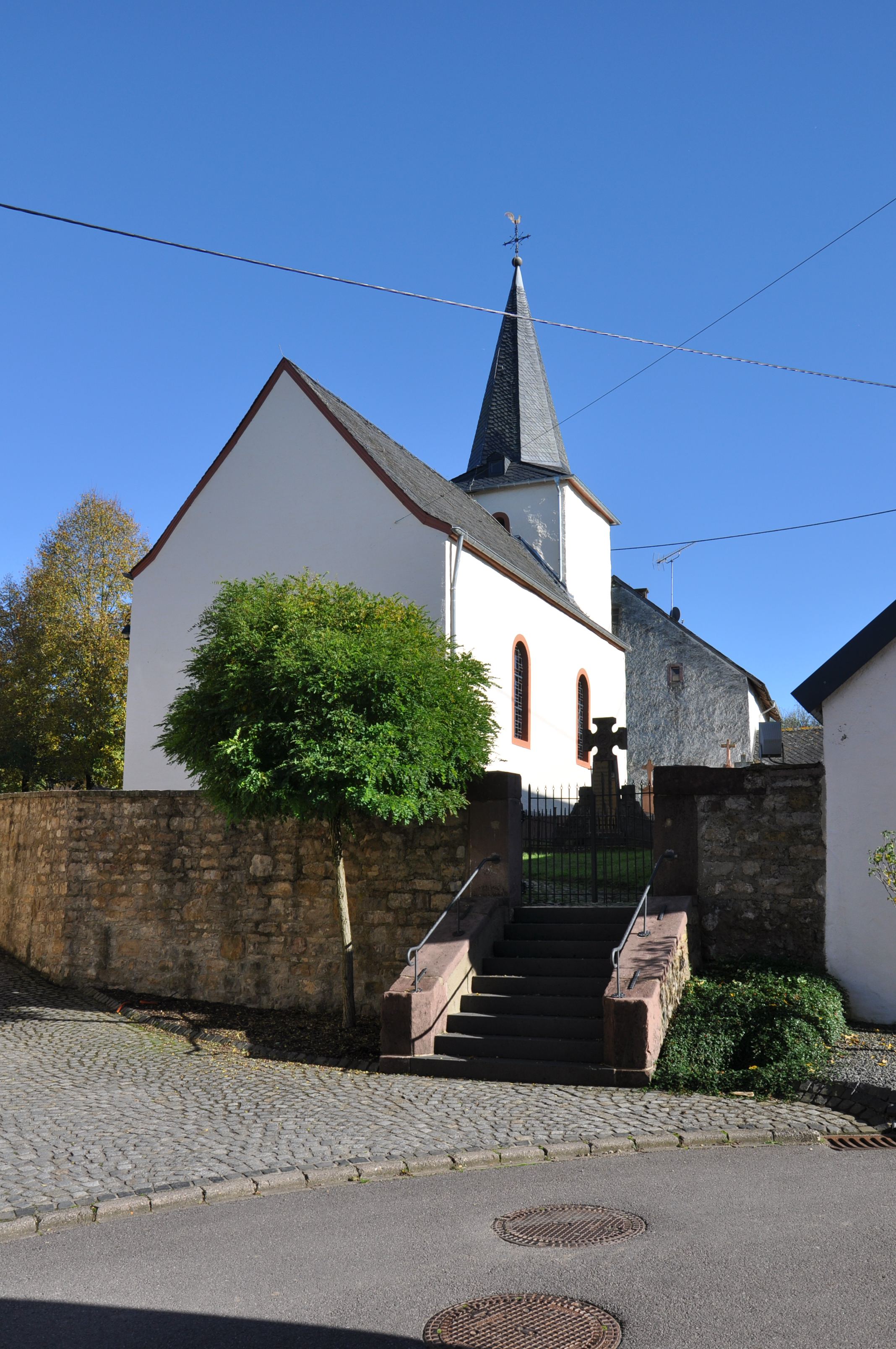
Niederstedem, St. Jakobus

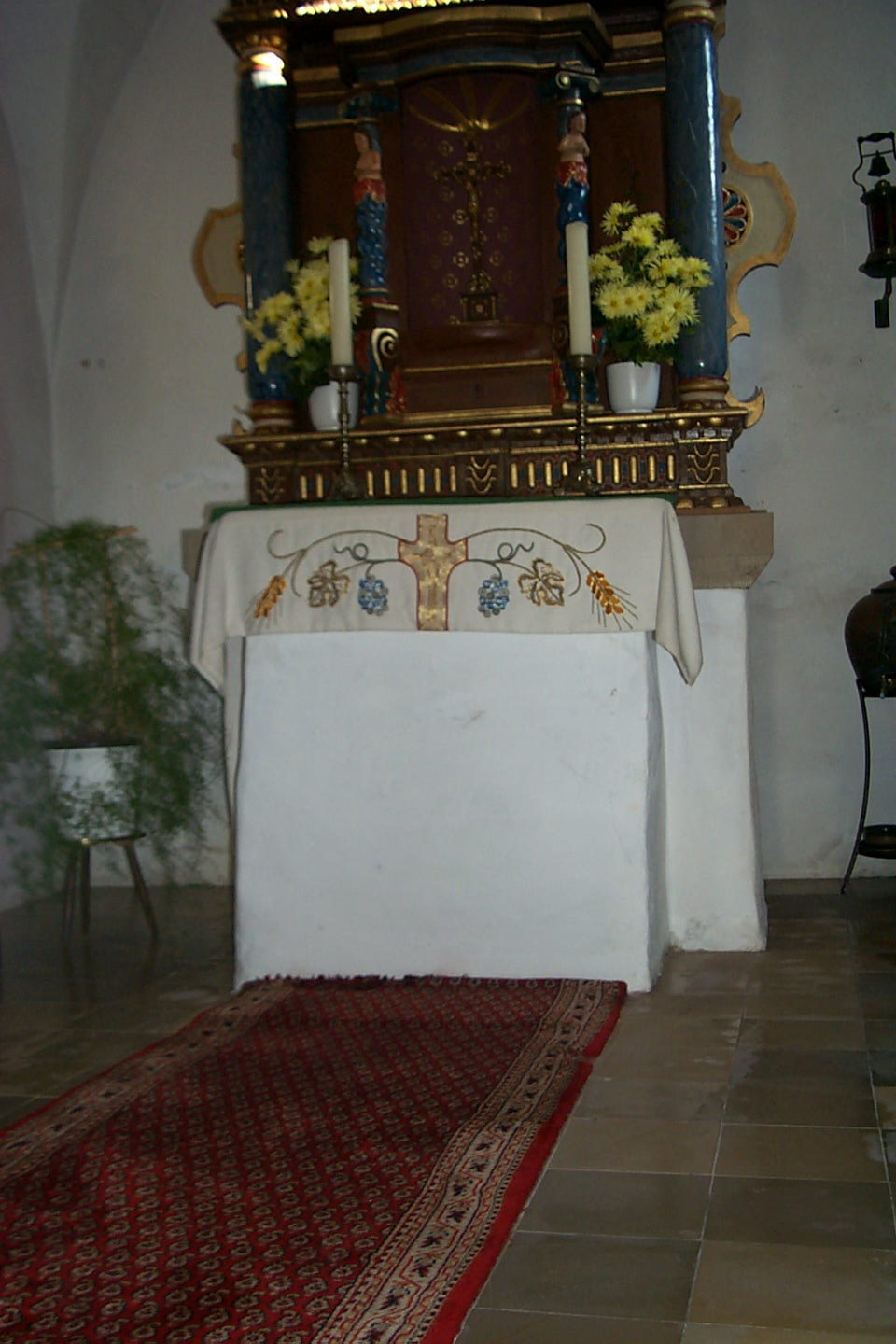
Monolith als Altartisch in der Kirche

Die alte Bebauung des Ortes prägt das Ortsbild. Wahrzeichen ist die Filialkirche St. Jakobus, die sich bis in das Jahr 1140 zurückverfolgen lässt. Der Friedhof der Kirche ist mit Grabsteinen aus den Jahren 1880–1910 belegt. Aufgestellt ist dort ein Kriegerdenkmal, das den Gefallenen des Ersten Weltkrieges gewidmet ist. Sehenswert sind auch drei über das Gemeindegebiet verteilte spätbarocke Wegekreuze. Als Naturdenkmäler ausgewiesen sind eine 150-jährige Kastanie, verschiedene alte Eichen und mehrere Weiden.
- Siehe auch: Liste der Kulturdenkmäler in Niederstedem
- Siehe auch: Liste der Naturdenkmale in Niederstedem

## Wirtschaft
Wie viele andere Gemeinden der Eifel ist Niederstedem landwirtschaftlich geprägt, so gibt es nach wie vor noch mehrere Haupterwerbslandwirte. Zwar pendeln die meisten Erwerbstätigen in die sehr nahe gelegene Kreisstadt Bitburg, in den Raum Trier oder nach Luxemburg, allerdings weist auch Niederstedem selbst mit einigen Gewerbebetrieben eine geringe Anzahl von Arbeitsplätzen auf. Dazu gehören zwei Gasthäuser, eine Reparaturwerkstatt und eine RWE-Umspannanlage in der auch das Pumpspeicherwerk Vianden ans deutsche Stromnetz angeschlossen wird.